# Solomon ibn Gabirol
Solomon ben Jehuda ibn Gabirol, kurz Solomon (Salomo) ibn Gabirol oder Schlomo ibn Gevirol (geboren 1021 oder 1022 in Málaga; gestorben um 1070 in Valencia), war ein jüdischer Philosoph und Dichter im muslimischen Spanien (al-Andalus). In der lateinischsprachigen christlichen Gelehrtenwelt war er unter den latinisierten Namensformen „Avicebron“ und „Avencebrol“ bekannt; arabisch hieß er أبي أيوب سليمان بن يحيي بن جبيرول / Abū Ayyūb Sulaimān b. Yaḥyā b. Ǧabīrūl. Seine großenteils von einer pessimistischen, weltflüchtigen Stimmung geprägte hebräische Lyrik in arabischen Versmaßen erfreute sich schon im Mittelalter bei jüdischen Lesern hoher Wertschätzung. Sie galt als meisterhaft und fand Eingang in Gebetbücher. Seine philosophischen Lehren hingegen fanden bei seinen jüdischen Zeitgenossen nur geringe, bei den Muslimen keine Beachtung. Stark war jedoch die Resonanz auf sein philosophisches Hauptwerk Die Lebensquelle, von dem ab der Mitte des 12. Jahrhunderts eine lateinische Übersetzung vorlag, in der christlichen Welt. Dort trug sein neuplatonisches Weltbild zur Stärkung der neuplatonischen Strömung in der Philosophie der Scholastik bei, doch bei aristotelisch orientierten Philosophen stieß seine neuplatonische Anthropologie auf heftigen Widerspruch.

## Leben
Über ibn Gabirols Leben ist wenig bekannt; manche Angaben stammen von ihm selbst und geben seine Sicht in literarisch stilisierter Form wieder. Seine Familie stammte ursprünglich aus Córdoba (daher sein arabischer Beiname al-Qurṭūbī); wohl wegen der dortigen militärischen Auseinandersetzungen flohen seine Eltern nach Málaga, wo er 1021/1022 geboren wurde. Dann übersiedelten sie nach Saragossa, wo er aufwuchs. Er erhielt eine gründliche Ausbildung und zeigte schon als Jugendlicher, spätestens im Alter von sechzehn Jahren, eine außerordentliche Begabung als Dichter in seiner hebräischen Muttersprache. Sein Vater starb früh, was ihn zur Abfassung von Trauergedichten veranlasste. 1045 verlor er auch seine Mutter. Aus seinen Gedichten geht hervor, dass er von Kindheit an oft krank und von schwächlicher Konstitution war, dazu klein und von hässlichem Aussehen; insbesondere litt er an einer schweren Hautkrankheit, die ihn entstellte. Diese Umstände trugen wohl dazu bei, dass er unverheiratet und ohne Nachkommen blieb.
Da er sich nur der Philosophie und der Dichtkunst widmen wollte, war er stets auf Förderung durch wohlhabende Gönner angewiesen. Sein heftiges Temperament, seine Neigung zu schonungsloser Kritik und seine unkonventionellen Ansichten brachten ihn jedoch oft in Konflikt mit einflussreichen Persönlichkeiten und führten zu Spannungen mit der jüdischen Gemeinde.
In Saragossa erlangte ibn Gabirol die Unterstützung von Jekutiel (Yequthiel) ben Isaak ibn Ḥassan, einem Juden, der am Hof des dortigen muslimischen Herrschers offenbar eine prominente Stellung einnahm. Im Jahr 1039 wurde Jekutiel nach einem gewaltsamen Machtwechsel als Anhänger des gestürzten und ermordeten Machthabers von dessen Nachfolger hingerichtet, angeblich in seinem hundertsten Lebensjahr. Für ibn Gabirol war der Verlust seines Gönners ein schwerer Schlag. In den folgenden Jahren verschärfte sich sein Streit mit der jüdischen Gemeinde von Saragossa, die ihn daher bei den muslimischen Behörden denunzierte. Um 1045 verließ er die Stadt im Zorn. Er erwog auszuwandern und sich in den Nahen Osten zu begeben, doch kam es dazu nicht. Möglicherweise führte er ein Wanderleben. Jedenfalls hielt er sich längere Zeit in Granada auf. Der jüdische Großwesir des dortigen muslimischen Herrschers, Schmuel (Samuel) ha-Nagid, der selbst ein bedeutender Dichter war, wurde sein neuer Förderer. Zeitweilig kam es zur Entfremdung zwischen ihnen; ibn Gabirol kritisierte die Gedichte seines Gönners und griff ihn satirisch an.
Sicher ist, dass ibn Gabirol noch relativ jung war, als er in Valencia starb. Der Zeitpunkt und die Umstände seines Todes sind jedoch unklar. Eine späte Legende über seine angebliche Ermordung ist unglaubwürdig. Einer Behauptung des Schriftstellers Moses ibn Esra zufolge war er bei seinem Tod erst etwa dreißigjährig. Das kann aber ebenfalls nicht zutreffen, da aus Bemerkungen ibn Gabirols hervorgeht, dass er das Jahr 1068 noch erlebte. Daher ist auch die in vielen Nachschlagewerken übernommene Angabe von ibn Saʿīd al-Andalusī, ibn Gabirol sei 1057/1058 gestorben, falsch. Josef ibn Zaddik, der in der ersten Hälfte des 12. Jahrhunderts lebte, setzte seinen Tod ins Jahr 1070; das kann ungefähr stimmen, denn in der Folgezeit ist er nicht mehr als lebend bezeugt.

## Werke
In einem seiner Gedichte behauptet ibn Gabirol, zwanzig Bücher geschrieben zu haben. Seine Autorschaft ist aber abgesehen von seiner ausschließlich hebräischen Dichtung nur für zwei ursprünglich arabisch abgefasste philosophische Prosaschriften gesichert, nämlich sein Hauptwerk Die Lebensquelle und die ethische Abhandlung Buch der Verbesserung der Seeleneigenschaften.

### Dichtung
Von ibn Gabirol sind etwa 400 lyrische Gedichte überliefert. Man unterteilt sie traditionell in „weltliche“ und „religiöse“. Eine solche Aufteilung wird jedoch seinem Anliegen (und generell der mittelalterlichen hebräischen Lyrik) nicht gerecht, denn hinsichtlich der sprachlichen Form bestehen kaum wesentliche Unterschiede und inhaltlich finden sich auch in „weltlichen“ Gedichten religiöse Bezüge. Sinnvoller ist daher eine Aufteilung nach dem jeweiligen Anlass in liturgische (für den Gottesdienst geeignete) und nichtliturgische „soziale“ Dichtung.
Einen großen Teil der nichtliturgischen Lyrik machen Lob- und Freundschaftsgedichte zu Ehren von Wohltätern aus. Relativ gering ist die Zahl der Trink- und Liebeslieder, die ibn Gabirol schon als Jugendlicher zu verfassen begann. Daneben stehen Klagen anlässlich des Todes von ihm nahestehenden Personen, Rätsel sowie Beschreibungen von Natur und Bauwerken (darunter eine Beschreibung der Alhambra). Mit zunehmendem Lebensalter treten pessimistische Motive in den Vordergrund.
Diese hebräische Lyrik ist formal und in ihrer Thematik an arabischen Vorbildern orientiert. Die Behandlung der Stoffe ist jedoch sehr individuell; sie ist von der eigenwilligen Persönlichkeit des Dichters, seiner Unzufriedenheit mit seinem unerfreulichen Schicksal, seinen wechselhaften Stimmungen und den schweren Spannungen mit seiner Umgebung geprägt. Des Öfteren ist von seiner Erwartung eines frühen Todes die Rede; er befürchtet, sein philosophisches Werk nicht vollenden zu können. Sein ausgeprägtes Selbstbewusstsein und seine damit zusammenhängende soziale Isolation kommen deutlich zum Ausdruck. Häufig äußert er sich verächtlich und spöttisch über Dichter, von deren Fähigkeiten er wenig hält. Bitter und satirisch sind seine Bemerkungen über Personen, denen er Verständnislosigkeit vorwirft und deren Verhalten er missbilligt. Er klagt über die Nichtigkeit des Lebens und die Wertlosigkeit der irdischen Genüsse. Die meist trübsinnigen Inhalte vermittelt er sprachlich meisterhaft, und auch im Umgang mit schwierigen Versformen erweist er sich als souverän. Als besonders gelungen gilt eines seiner beiden Klagegedichte auf den Tod seines hingerichteten Wohltäters Jekutiel. Eine Reihe von Gedichten, in denen er sich über Schmuel ha-Nagid äußert, dokumentiert die Wechselhaftigkeit des Verhältnisses der beiden, das zwischen einer Beziehung zwischen Gönner und Gefördertem und bitterer Rivalität schwankte.
Eine hebräische Grammatik in poetischer Form bietet das Lehrgedicht Die Halskette (ha-ʿanāq), das ibn Gabirol als Neunzehnjähriger verfasste. Er preist darin die Überlegenheit der hebräischen Sprache über alle anderen und beklagt ihre Vernachlässigung durch seine Zeitgenossen. Von den 400 Doppelversen ist nur rund ein Viertel erhalten geblieben.
In den religiösen Hymnen drückt er seine leidenschaftliche Frömmigkeit aus. Sein berühmtester Hymnus ist die Krone des Königreichs (hebräisch Keter malchūt). Er war ursprünglich nicht für den Gottesdienst bestimmt, wurde aber in die Liturgie des jüdischen Versöhnungstages aufgenommen. Der Form nach ist die Krone rhythmische Reimprosa ohne Anlehnung an arabische Vorbilder. Ibn Gabirol präsentiert darin eine zusammenfassende Darstellung seiner Kosmologie und seiner religiösen Überzeugungen. Er beklagt die Unvollkommenheit, von der sich die menschliche Seele nicht selbst befreien könne.

### Philosophische Schriften

Buch der Verbesserung der Seeleneigenschaften, Seite aus einer Handschrift von 1546/47

Ibn Gabirols philosophisches Hauptwerk Die Lebensquelle (arabisch Yanbuʾ al-ḥayat, hebräisch Sēfer Meqōr Ḥajjim) ist meist unter dem Titel der lateinischen Übersetzung Fons vitae bekannt. Der Titel spielt auf das Gotteslob in Ps 36,10  an. Das arabische Original ist verloren; erhalten ist außer der lateinischen Übersetzung aus der Mitte des 12. Jahrhunderts nur eine auszugsweise hebräische aus dem 13. Jahrhundert, die von Schem Tov ibn Falaquera stammt. Es handelt sich um einen Dialog zwischen einem Meister und seinem Schüler; der Schüler fragt und lernt, er trägt nicht zur Argumentation bei. In dem Werk werden Kosmogonie, Kosmologie, Erkenntnistheorie und das Verhältnis zwischen Gott und der Welt rein philosophisch erörtert, ohne Berücksichtigung biblischer und theologischer Gesichtspunkte. Die Gedankenwelt ist neuplatonisch, das terminologische Instrumentarium teilweise aristotelisch.
Mit der Seelentheorie befasst sich ibn Gabirol unter ethischem Aspekt in seiner Abhandlung Buch der Verbesserung der Seeleneigenschaften. Die arabische Originalfassung heißt Kitāb ʾiṣlāḥ al-aḫlāq, die hebräische Übersetzung, die Jehuda ibn Tibbon im 12. Jahrhundert anfertigte, Sēfer Tiqqūn Middōt ha-Nefeš. Hier zitiert ibn Gabirol auch aus dem Tanach, wendet sich also an religiöse jüdische Leser. Derselben Thematik gewidmet ist die Schrift Perlenauslese (arabisch Muḫtār al-Ǧawāhir, hebräisch Mivḥār ha-Penīnīm), eine Sammlung ethischer Sprüche, die aber möglicherweise ibn Gabirol zu Unrecht zugeschrieben wird.

## Lehre
Ibn Gabirols Lehre macht nicht den Eindruck eines fertig ausgearbeiteten, in sich geschlossenen und in jeder Hinsicht stimmigen Systems. Einzelne Unklarheiten und Widersprüche haben zu unterschiedlichen Deutungen in der Forschung geführt. Möglicherweise spiegeln sich darin verschiedene Stadien einer geistigen Entwicklung. Da das philosophische Hauptwerk nicht im Originaltext erhalten ist, kommen auch Übersetzungsmängel als Erklärung von Unstimmigkeiten in Betracht.

### Metaphysik und Kosmologie
Ein Hauptmerkmal von ibn Gabirols Philosophie ist die Verbindung der neuplatonischen Emanationslehre mit einer durchgängig konsequenten Anwendung des aristotelischen Konzepts von Form und Materie auf die Gesamtheit der geschaffenen Dinge (Hylemorphismus). Er übernimmt den neuplatonischen Grundgedanken der Emanation, wonach die Welt hierarchisch in Seinsstufen (Hypostasen) gegliedert ist, von denen eine aus der anderen hervorgeht. Die erste und höchste Hypostase der Schöpfung ist unmittelbar aus Gott (dem Einen der Neuplatoniker) herausgeflossen bzw. nach jüdischer Vorstellung von ihm aus dem Nichts geschaffen. Die übrigen Hypostasen sind der jeweils nächsthöheren Stufe entsprungen und haben somit ihren Ursprung nur mittelbar in Gott. Je niedriger eine Hypostase in der Entstehungs- und Rangordnung ist, desto komplexer ist sie. Die oberen Bereiche dieser Stufenordnung sind rein geistiger Natur, nur in der untersten Region der Gesamtwirklichkeit existiert physische Materie. Diese Materie ist an sich reine Potenz. Da sie aber durch ihre stets gegebene Verbindung mit einzelnen Formen immer aktualisiert (in den Akt übergegangen) ist, existiert sie als Potenz nur theoretisch. Nur durch diese Verbindung spezifischer Formen mit Materie entstehen die sinnlich wahrnehmbaren Objekte. Form und Materie können nie getrennt voneinander existieren, sondern werden nur zum Zweck der Analyse gedanklich getrennt. Ibn Gabirol verwirft die Auffassung, wonach die Materie gequantelt ist, vielmehr betrachtet er sie als ein Kontinuum. Die reale Existenz kleinster, nicht mehr teilbarer Einheiten hält er für unmöglich.
Ibn Gabirol übernimmt auch das neuplatonische Konzept der Weltseele, in der die Einzelseelen ihren Ursprung haben. Die Weltseele ist aus dem universellen Intellekt, dem Nous der antiken Neuplatoniker, hervorgegangen. Sie besteht ebenso wie die menschlichen Einzelseelen aus Vernunftseele, sinnlich wahrnehmender Seele und vegetativer Seele. Unterhalb der vegetativen Seele des Kosmos befindet sich als nächstniedrige Hypostase die Natur, unter der Natur folgt die Welt der physischen Körper.
Strittig war unter den mittelalterlichen Denkern, die verschiedene Varianten dieses Modells vertraten, ob die Seinsstufen der rein geistigen („intelligiblen“) Welt ebenfalls Verbindungen von Formen mit (in diesem Fall geistiger) Materie darstellen oder ob sie als reine Formen ohne materielles Substrat zu denken sind. In dieser Frage ist ibn Gabirol ein früher Vorkämpfer der aus dem antiken Neuplatonismus stammenden Auffassung, dass die geistigen Substanzen – insbesondere auch die menschliche Seele – analog zu den physischen zusammengesetzt sind. Mit Ausnahme von Gott besteht somit alles, was existiert, aus Form und Materie. Dabei stellt die universelle Materie das Prinzip des Bleibenden dar, während die Einzelformen in der physischen Welt, die Aspekte der primären universellen Form sind, entstehen und vergehen und sich unablässig wandeln, womit sie zur Weltwirklichkeit das Prinzip der Veränderung beisteuern. Gott ist die einzige Substanz, die nicht zusammengesetzt ist, sondern absolut einfach und einheitlich.
Im spätantiken Neuplatonismus steht die physische Materie als ontologisch niedrigster, vom Göttlichen am weitesten entfernter Teil der kosmischen Ordnung in scharfem Gegensatz zum Geistigen (samt der geistigen Materie). Diesbezüglich weicht ibn Gabirol von der Tradition ab. Zwar betrachtet auch er die sinnlich wahrnehmbare Welt als untersten und ungeistigsten Teil des Kosmos, doch betont er, dass ein und dieselbe Materie das ganze Universum durchströme, von den höchsten Regionen des Geistes bis zum niedrigsten Bereich des Physischen. Für ihn ist somit der Unterschied zwischen geistiger und physischer Materie nur graduell; im Prinzip ist das materielle Substrat überall das gleiche. Damit wird die physische Materie als Aspekt der universellen Urmaterie in der ontologischen Rangordnung sogar nahe an Gott herangerückt, da Urform und Urmaterie als die primären Wesenheiten der Schöpfung erscheinen, ohne die nichts außerhalb von Gott existieren kann. Mit diesem Materiebegriff wird die neuplatonische Stufenordnung faktisch durchbrochen. Eine ähnliche Ansicht über Urform und Urmaterie hatte schon Isaak Israeli vertreten. Auch in Schriften, die im Mittelalter zu Unrecht teils dem antiken Philosophen Empedokles, teils Aristoteles zugeschrieben wurden, tauchen solche Gedanken auf.
Ibn Gabirol betont den Wert der Selbsterkenntnis. Wie schon Isaak Israeli meint er, eine Erkenntnis der eigenen Seele impliziere eine Erkenntnis des ganzen Universums, da alles in der menschlichen Seele enthalten sei.
Eine Grundfrage der neuplatonischen Ontologie lautet, wie der Hervorgang der Vielheit aus der absoluten Einheit zu erklären ist, wenn Vielheit und Einheit radikal wesensverschieden sind. Hier nimmt ibn Gabirol – auf die Schöpfungsvorstellung der jüdischen Religion zurückgreifend – den göttlichen Willen als vermittelnde Instanz an. Indem er diesem Willen eine zentrale Rolle in der Schöpfung zuweist, entgeht er einer deterministischen Deutung der Weltentstehung. Einerseits hält er den göttlichen Willen für eins mit dem göttlichen Wesen und ordnet ihn damit der Unendlichkeit zu, andererseits schreibt er ihm aber auch die Eigenschaft zu, im Bereich des Endlichen schöpferisch zu wirken, die geschaffenen Dinge zu durchdringen und sich so mit der Endlichkeit zu verbinden. Dieser Doppelaspekt des Willens wird für den Menschen zur Chance. Indem nämlich der Mensch in der begrenzten Welt, in der er lebt, durch Hingabe einen Zugang zum dort in der Endlichkeit wirkenden Gotteswillen erlangt, kann er sich mit diesem Willen verbinden und damit letztlich auch dessen unendlichem Aspekt, der Gottheit, nähern. Mit dem Tod befreit sich dann die Seele vom Körper. Damit beendet sie ihre Verbannung in die irdische Welt und kehrt in die geistige Welt zurück. Allerdings besteht immer eine unüberschreitbare Grenzlinie zwischen dem einfachen und prinzipiell unerkennbaren göttlichen Wesen und den aus Materie und Form zusammengesetzten Geschöpfen.
Der schöpferische Charakter des göttlichen Willens äußert sich in der Formgebung. Aus dem Willen Gottes geht die Form hervor, aus seinem Wesen die Materie. So lässt sich die Dualität von Form und Materie bis zur Gottheit zurückverfolgen, unbeschadet der absoluten Einheit Gottes.
Offen bleibt die in der Forschung diskutierte Frage, inwieweit es ibn Gabirol gelungen ist, mit seinem Verständnis des göttlichen Willens eine Brücke zwischen Vielheit und Einheit, Endlichkeit und Unendlichkeit zu schlagen und damit zugleich eine stimmige Harmonisierung zwischen neuplatonischer Emanationsphilosophie und jüdischer Schöpfungstheologie zu erreichen. Damit hängt die Frage zusammen, ob er in erster Linie neuplatonischer Metaphysiker oder jüdischer Theologe war und inwieweit er die Bruchstellen zwischen diesen beiden Elementen seiner Weltdeutung erkannt hat.

### Ethik
Das Buch der Verbesserung der Seeleneigenschaften bietet einen originellen Versuch, ethische Verhaltensweisen auf naturphilosophischer Grundlage zu beschreiben und zu klassifizieren. Dabei verzichtet ibn Gabirol auf das in islamischer und christlicher Ethikliteratur beliebte Schema der vier Kardinaltugenden.
Ibn Gabirol geht von zwanzig Charaktereigenschaften aus (zehn Tugenden und zehn Laster), die er den fünf Sinnen zuordnet. Jedes Sinnesorgan hängt mit zwei Tugenden und zwei Lastern zusammen, indem es durch seine besondere Art der Wahrnehmung zum Werkzeug für deren Betätigung wird. Außerdem postuliert er einen Zusammenhang zwischen den Tugenden und den vier Eigenschaften Hitze, Kälte, Feuchtigkeit und Trockenheit, den vier Elementen (Erde, Wasser, Luft und Feuer) und den vier Säften der Humoralpathologie, denen seit der Antike traditionell die vier Temperamente zugeordnet wurden.

## Rezeption
Die philosophischen Lehren ibn Gabirols wurden von seinen jüdischen Zeitgenossen weitgehend und von den Muslimen gänzlich ignoriert. Stark und anhaltend war hingegen die Rezeption bei den christlichen Scholastikern des Mittelalters. Als Dichter in hebräischer Sprache fand er im mittelalterlichen Judentum Anerkennung.

### Jüdische Philosophie
Im mittelalterlichen Judentum fand das philosophische Vermächtnis ibn Gabirols wenig Anklang. Da er in der Lebensquelle weder Bibelstellen anführt noch sich auf theologische Autoritäten beruft, wirkte sein Hauptwerk auf konservative Juden nicht ansprechend, und die Vereinbarkeit seines Neuplatonismus mit der religiösen Überlieferung des Judentums schien zumindest zweifelhaft. Außerdem wurde die neuplatonische Strömung im Spätmittelalter von der aristotelischen verdrängt. Seine poetische Leistung hingegen wurde geschätzt, und der liturgische Teil seiner Dichtung erwies sich als zur Verwendung im Gottesdienst geeignet. Dadurch blieben auch seine philosophischen Ideen unter den Juden zumindest ansatzweise bekannt, denn der berühmte, liturgisch verwendete Hymnus Krone des Königreichs stellt seine Gedankenwelt umrisshaft dar. Dieser Hymnus steht noch heute in Gebetbüchern für den Versöhnungstag.
Der Dichter und Philosoph Moses ibn Esra ist der erste jüdische Schriftsteller, der ibn Gabirol erwähnt. Er lobt seinen Charakter sowie seine poetischen und philosophischen Leistungen überschwänglich und zitiert die Lebensquelle oft in seiner Abhandlung Arugat ha-Bosem. Auch der neuplatonisch orientierte Denker Josef ibn Zaddik benutzt diese Schrift. Der gelehrte Schriftsteller Abraham ibn Esra ist offenbar von der Lebensquelle beeinflusst, nimmt aber nur selten ausdrücklich auf ibn Gabirol Bezug.
Spuren von ibn Gabirols Denken sind in Werken der spätmittelalterlichen kabbalistischen Literatur zu finden. Er wird dort aber gewöhnlich nicht namentlich genannt.
Der erste prominente jüdische Kritiker von ibn Gabirols philosophischen Ideen ist Abraham ibn Daud, ein Aristoteliker. 1144 greift er die Lebensquelle in seiner arabisch geschriebenen Abhandlung Der erhabene Glaube an, die später, im 14. Jahrhundert, unter dem Titel Ha-Emunah ha-Ramah ins Hebräische übersetzt wird. Darin behauptet er unter anderem, ibn Gabirols Behandlung des Themas sei weitschweifig und seine Argumentation weise Mängel in der Logik auf. Maimonides erwähnt ibn Gabirol überhaupt nicht.
In der Renaissance bekennt sich der Neuplatoniker Leone Ebreo (Jehuda Abravanel, Judah Abrabanel) zur Lehre ibn Gabirols.

### Christliche Philosophie
Im lateinischsprachigen christlichen Europa wurde ibn Gabirol ab der Mitte des 12. Jahrhunderts durch die lateinische Übersetzung der Lebensquelle unter dem Titel Fons vitae bekannt. Diese Übersetzung stammte von Johannes Hispanus und Dominicus Gundissalinus. Gundissalinus trug auch in seinen eigenen Werken zur Verbreitung von ibn Gabirols Lehre bei. Man nannte ibn Gabirol „Avicebron“ oder „Avencebrol“; seine jüdische Religionszugehörigkeit war unbekannt, manche sahen in ihm einen christlichen Philosophen. Ein eifriger Anhänger ibn Gabirols war der Philosoph Wilhelm von Auvergne, der ihn für einen arabischen Christen und für den „edelsten aller Philosophen“ hielt und besonders seine Lehre vom göttlichen Willen schätzte.
Im Spätmittelalter wurde ibn Gabirols Lehre von Form und Materie zum Ausgangspunkt einer lang anhaltenden Kontroverse. Seine Hypothese der Existenz einer geistigen Materie und der Zusammengesetztheit der geistigen Substanzen aus Form und Materie wurde unter Berufung auf ihn von der „Franziskanerschule“ (Alexander von Hales, Bonaventura, Johannes Duns Scotus) vertreten. Diese Position der mehr oder weniger neuplatonisch orientierten Franziskaner wurde von der aristotelischen Richtung unter den Dominikanern bekämpft, deren Hauptvertreter Thomas von Aquin war (Thomismus). Schon der Dominikaner Albertus Magnus hatte in diesem Sinn Stellung genommen. Der Konflikt bezog sich zum einen auf die Frage, ob die Seele eine eigene geistige Materie hat, zum anderen auf die Frage, ob die Seele die einzige Form des Körpers ist, wie die Thomisten meinten, oder ob der Körper auch über eine eigene „Form der Körperlichkeit“ verfügt und somit eine Mehrzahl von Formen in ihm vorhanden ist. Auch die Lehre von der Formenpluralität im Körper war von ibn Gabirol vertreten worden.
Zu den Autoren, die ibn Gabirols Lebensquelle studierten und zustimmend daraus zitierten, gehörte Meister Eckhart.

### Legenden

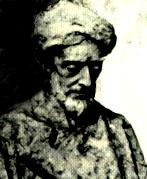
Kopf einer von Hamilton Reed Armstrong 1969 geschaffenen Statue ibn Gabirols in Málaga (Phantasiedarstellung)

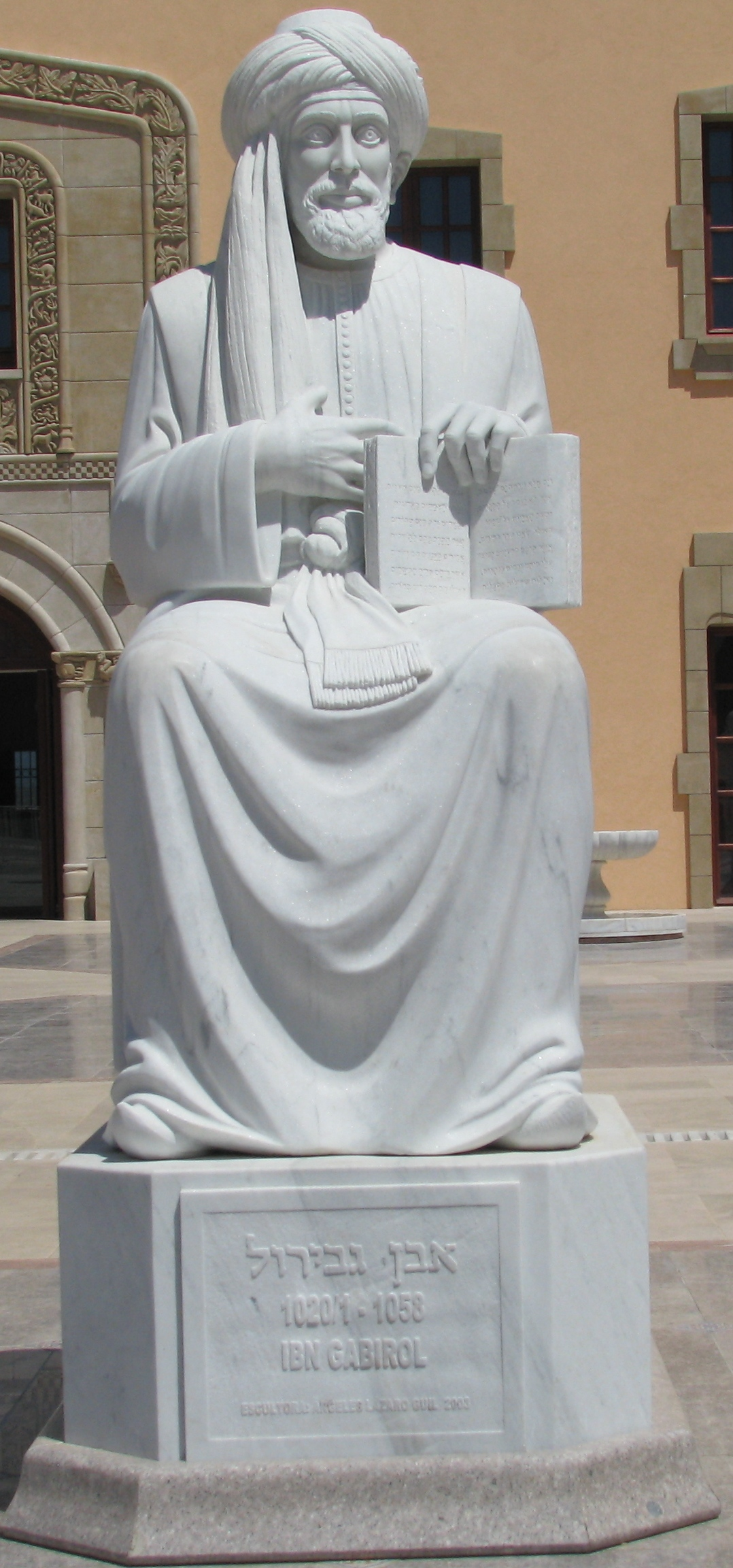
Ibn Gabirol, Statue in Caesarea, Israel (Phantasiedarstellung)

Eine Legende aus dem 16. Jahrhundert über ibn Gabirols Tod besagt, dass ihn ein neidischer Feind in seinen Garten lockte, dort ermordete und unter einem Feigenbaum begrub. Der Baum trug daraufhin so außergewöhnlich schöne und süße Früchte, dass dies allgemeines Staunen erregte. Sogar der König wurde darauf aufmerksam gemacht. Er fragte den Besitzer nach dem Grund dieser auffallenden Erscheinung. Der Befragte verwickelte sich in Widersprüche, es kam zu einer Untersuchung. Das Verbrechen wurde aufgedeckt, der Mörder gestand unter Folter und wurde hingerichtet; man hängte ihn an dem Feigenbaum auf. Einer anderen Legende zufolge schuf ibn Gabirol aus Holz einen Golem, die Gestalt einer Frau, die ihm dann diente (wie ein Roboter); als er deswegen angezeigt wurde, zerlegte er sie wieder in ihre ursprünglichen Bestandteile.

### Moderne Forschung
Im Jahr 1846 veröffentlichte Salomon Munk eine bahnbrechende Erkenntnis. Er hatte in der Pariser Nationalbibliothek eine von Šem-Tob ben Josef ibn Falāqīra im 13. Jahrhundert angefertigte hebräische Übersetzung von Auszügen aus der arabischen Originalfassung der Lebensquelle gefunden. Dank dieses Fundes erkannte er die Identität des jüdischen Autors ibn Gabirol mit dem seit dem Mittelalter als Avicebron oder Avencebrol bekannten Verfasser des Fons vitae, den man zuvor für einen christlichen Scholastiker gehalten hatte. Erst diese Einsicht verschaffte der Forschung einen Gesamteindruck von dieser Schriftstellerpersönlichkeit. Jakob Guttmann trug wesentlich zur Erhellung des neuplatonischen Hintergrundes bei. Die im 20. Jahrhundert von David Neumark und später von Ernst Bloch vorgetragene Ansicht, ibn Gabirol sei eigentlich kein Neuplatoniker gewesen – Bloch reiht ihn in die aristotelische Tradition ein –, wird heute nicht mehr vertreten.

## Textausgaben und Übersetzungen
Prosa
- Clemens Baeumker (Hrsg.): Avencebrolis (ibn Gebirol) fons vitae ex Arabico in Latinum translatus ab Iohanne Hispano et Dominico Gundissalino. Aschendorff, Münster 1995 (Nachdruck der Ausgabe von 1895), ISBN 3-402-03166-3 (kritische Edition der mittelalterlichen lateinischen Übersetzung der Lebensquelle; Digitalisate: Teil 1/2, Teil 3, Teil 1–3).
- Sabine S. Gehlhaar (Hrsg.), Orm Lahann (Übersetzer): Salomon ibn Gabirol: Die Lebensquelle. Junghans-Verlag, Cuxhaven 1989, ISBN 3-926848-02-2 (Übersetzung ohne Edition)
- Ottfried Fraisse (Hrsg.): Salomon ibn Gabirol: Fons vitae. Lebensquelle. Kapitel I und II. Herder, Freiburg 2009, ISBN 978-3-451-28704-6 (lateinischer Text und Übersetzung).
- Salomon Munk (Hrsg.): Extraits de la Source de vie de Salomon ibn-Gebirol. In: Salomon Munk: Mélanges de philosophie juive et arabe. 2. Auflage, Vrin, Paris 1988, ISBN 2-7116-8169-6 (Text der von Schem Tov ibn Falaquera angefertigten hebräischen Übersetzung der Lebensquelle am Ende des Bandes und französische Übersetzung der hebräischen Fassung S. 1–148).
- Stephen S. Wise (Hrsg.): Solomon ibn Gabirol: The Improvement of Moral Qualities. An ethical treatise of the eleventh century. Columbia University Press, New York 1902; Nachdruck AMS Press, New York 1966 (Edition des arabischen Textes mit englischer Übersetzung. Online; PDF; 5,9 MB).
- Abraham Cohen (Übersetzer): Solomon Ibn Gabirol’s Choice of Pearls. Bloch Publishing Company, New York 1925 (englische Übersetzung der ibn Gabirol zugeschriebenen Schrift Perlenauslese).

Gedichtsammlungen
- Shlomo ibn Gevirol: shirei ḥol, hrsg. Haim Brody, Jefim Schirmann, Schocken Institute for Jewish Research, Jerusalem 1974 (Edition nichtliturgischer Gedichte)
- The Liturgical Poetry of Rabbi Solomon Ibn Gabirol, hrsg. Dov Jarden, 2. Auflage, 2 Bände, Jerusalem 1977–1979 (Edition der liturgischen Gedichte)
- The Secular Poetry of Rabbi Solomon Ibn Gabirol, hrsg. Dov Jarden, 2. Auflage, 2 Bände, Jerusalem 1984 (Edition der nichtliturgischen Gedichte)
- Salomo ibn Gabirol: Ostwestliches Dichtertum, übers. Frederick P. Bargebuhr, Harrassowitz, Wiesbaden 1976, ISBN 3-447-01658-2 (Gedichte in deutscher Übersetzung mit Einleitung und ausführlichem Kommentar)
- Selected Poems of Solomon Ibn Gabirol, übers. Peter Cole, Princeton University Press, Princeton 2001, ISBN 0-691-07031-8 (Gedichte in englischer Übersetzung mit Kommentar)
- Selected Religious Poems of Solomon ibn Gabirol, hrsg. Israel Davidson, übers. Israel Zangwill, Arno Press, New York 1973 (Nachdruck der Ausgabe Philadelphia 1923; hebräischer Text und englische Übersetzung; online)

Einzelne Gedichte
- Solomon ibn Gabirol: The Kingly Crown. Keter Malkhut, hrsg. Bernard Lewis, Andrew L. Gluck, University of Notre Dame Press, Notre Dame 2003, ISBN 0-268-03303-X (Ausgabe des hebräischen Textes mit englischer Übersetzung)
- Salomo Ibn Gabirol: Krone des Königtums, hrsg. Eveline Goodman-Thau, Christoph Schulte, übers. von Christoph Correll, Akademie Verlag, Berlin 1994, ISBN 3-05-002513-1 (Edition des hebräischen Textes mit deutscher Übersetzung)
- Johannes Maier: Die „Königskrone“ des Salomo Ben Jehuda Ibn Gabirol. In: Judaica 18, 1962, S. 1–55 (deutsche Übersetzung mit Kommentar, durch die neue Übersetzung von Correll nicht überholt)
- Ibn Gabirol’s ʿAnaq, hrsg. Ernst Neumark, Leipzig 1936 (Edition des Lehrgedichts Die Halskette)